# Euxoa nebulosa
Euxoa nebulosa är en fjärilsart som beskrevs av Jacob Hübner 1808. Euxoa nebulosa ingår i släktet Euxoa och familjen nattflyn. Inga underarter finns listade i Catalogue of Life.